# Гармонгерсон
Гармонгерсон  (швед. Harmångersån) — річка у середній Швеції,  на півночі лену Євлеборг. Довжина річки становить 90 км,  площа басейну  — 1197,1 км²  (1200 км² ). Середня річна витрата води біля гирла — 14,3 м³/с, витрата води у середній течії біля села Гассела (швед. Hassela) — 5 м³/с.  На річці побудовано 5 малих ГЕС з загальною встановленою потужністю 3 МВт й з загальним середнім річним виробництвом 14,7 млн кВт·год 
Більшу частину басейну річки — 86,0 % — займають ліси, території сільськогосподарського призначення займають 3,8 %, болота — 3,1 %, поверхня річок і озер — 6,3 %, невеликі поселення — 0,5 %, інше — 0,3 %. 